# Halecium diminutivum
Halecium diminutivum is een hydroïdpoliep uit de familie Haleciidae. De poliep komt uit het geslacht Halecium. Halecium diminutivum werd in 1940 voor het eerst wetenschappelijk beschreven door Charles McLean Fraser. 